# Manuscritos bíblicos de la Colección Freer
Los Manuscritos bíblicos de la Colección Freer, una colección de nueve manuscritos bíblicos, datan de los siglos III a VI. La mayoría de los manuscritos están escritos en Griego, cuatro en Cóptico. Son testigos importantes de la historia del texto del Nuevo Testamento y de la Septuaginta. La colección fue creada por Charles Freer (1854-1919), un industrial de Detroit, Michigan y se conserva en la Galería Freer de Washington D. C..
Todos estos manuscritos fueron adquiridos a principios del siglo XX en Egipto por Charles Freer. Cuatro manuscritos fueron comprados el 19 de diciembre de 1906 a un comerciante árabe llamado Ali en Giza, no lejos de El Cairo. Freer pagó 1.600 libras. En la siguiente expedición a Egipto, Freer se reunió con Ali y adquirió un códice copto de los Salmos y el códice de papiro más antiguo de los Profetas Menores.
Anteriormente, estos manuscritos se encontraban en Detroit, Michigan, en la colección privada de Freer. Éste donó sus colecciones de arte a Estados Unidos junto con los fondos para construir un edificio que las albergara. El edificio costó 1.000.000 de dólares, pagados en su totalidad por Freer.
La Galería Freer se inauguró en 1923.

## Manuscritos
- WI: Códice griego en pergamino, que contiene el Deuteronomio y Josué, de principios del siglo V (designado como Manuscrito Washington I por la Galería Freer/Sackler).[2]
- Rahlfs 1219: Códice griego incompleto en pergamino de los Salmos del siglo V (designado como Manuscrito Washington II por la Galería Freer/Sackler).[3]
- W (Codex Washingtonianus): Contiene los cuatro Evangelios del siglo V, con algún material del siglo VI (designado como Manuscrito Washington III por la Galería Freer/Sackler).[4]
- Fragmentario Codex Freerianus, contiene epístolas paulinas del siglo V (designado como Manuscrito Washington IV por la Galería Freer/Sackler).[5]
- W: Doce Profetas en papiro - antes del descubrimiento de los Rollos del Mar Muerto, éste era el manuscrito griego más antiguo de Doce Profetas, del siglo III d. C.[6] (designado como Manuscrito Washington V por la Galería Freer/Sackler).[7]
- Manuscrito copto de Salmos del siglo V.[8][9]

## Galería de manuscritos bíblicos

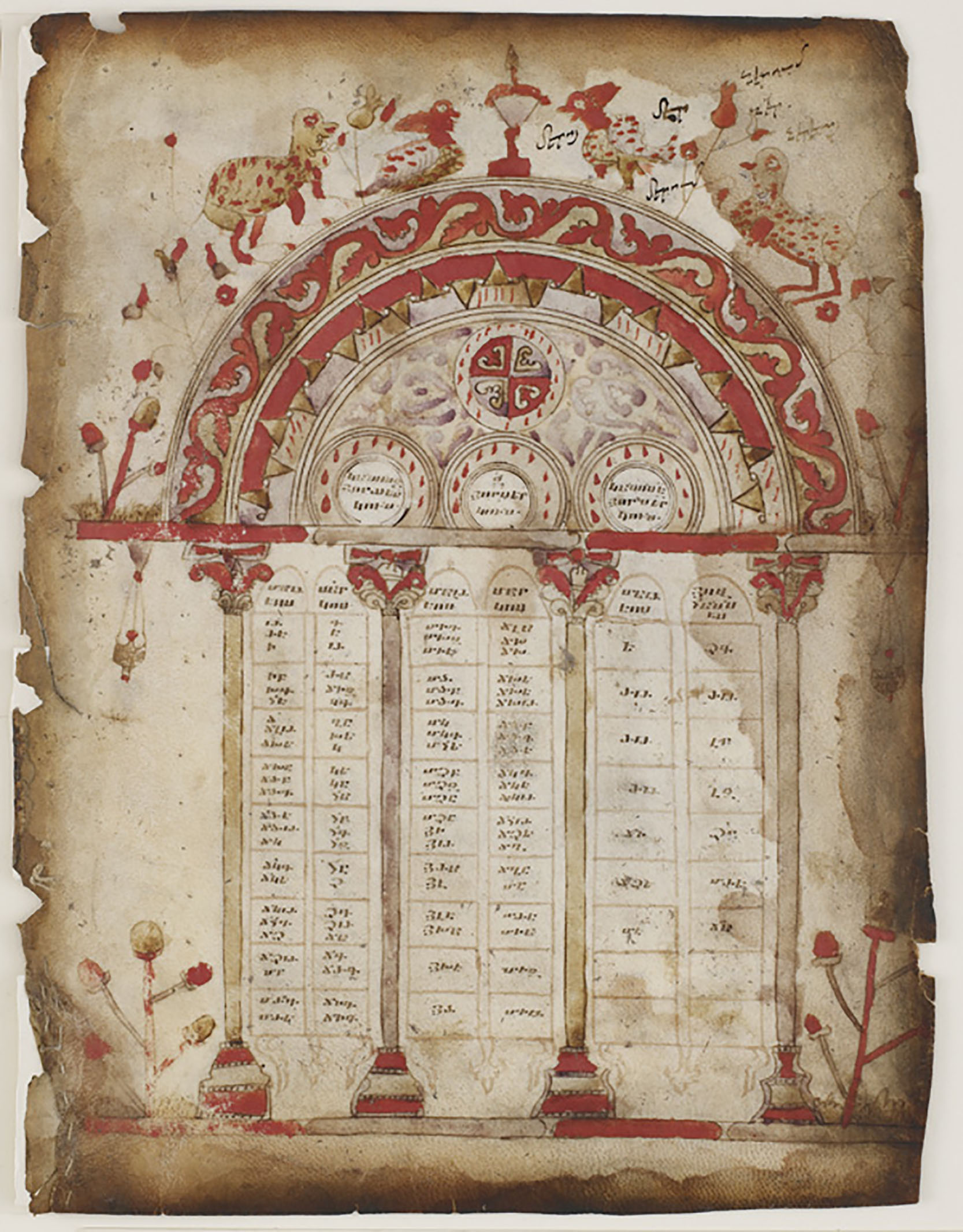
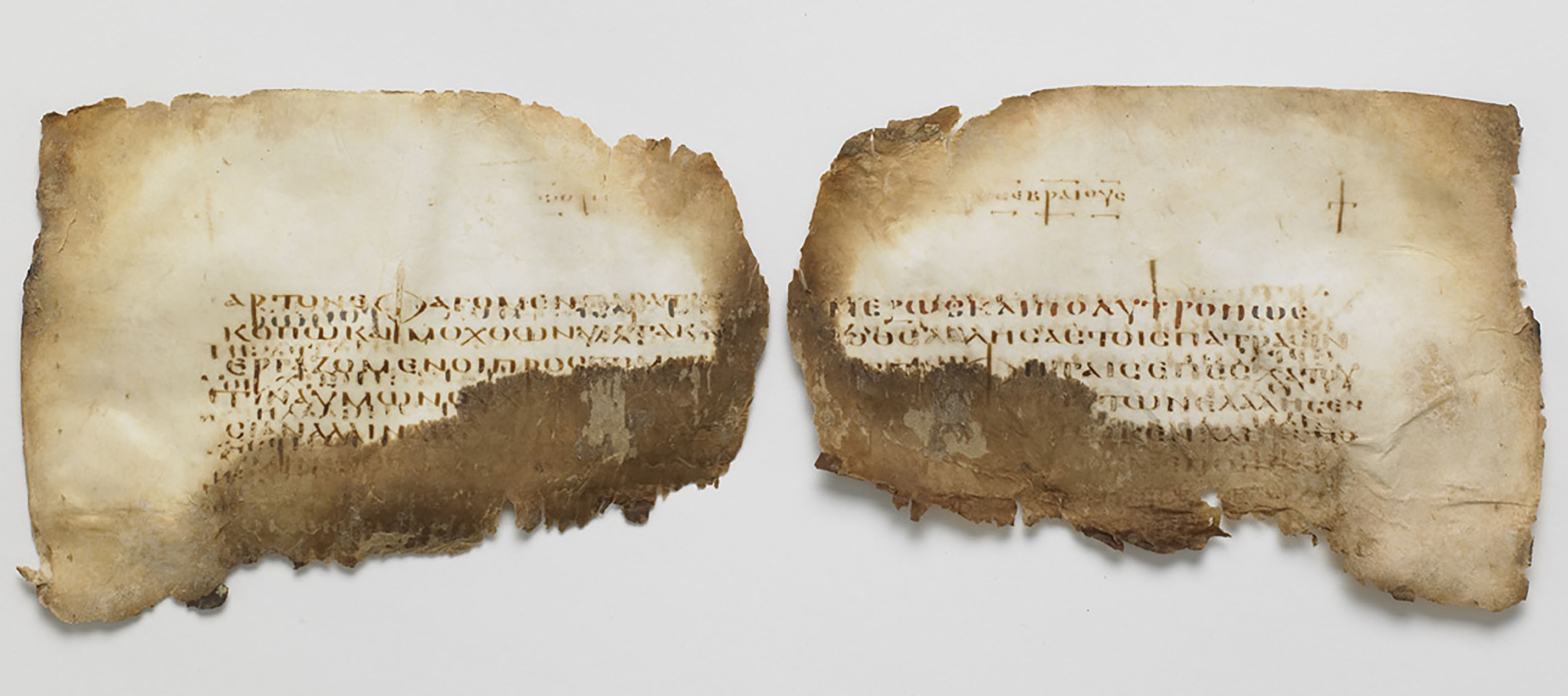
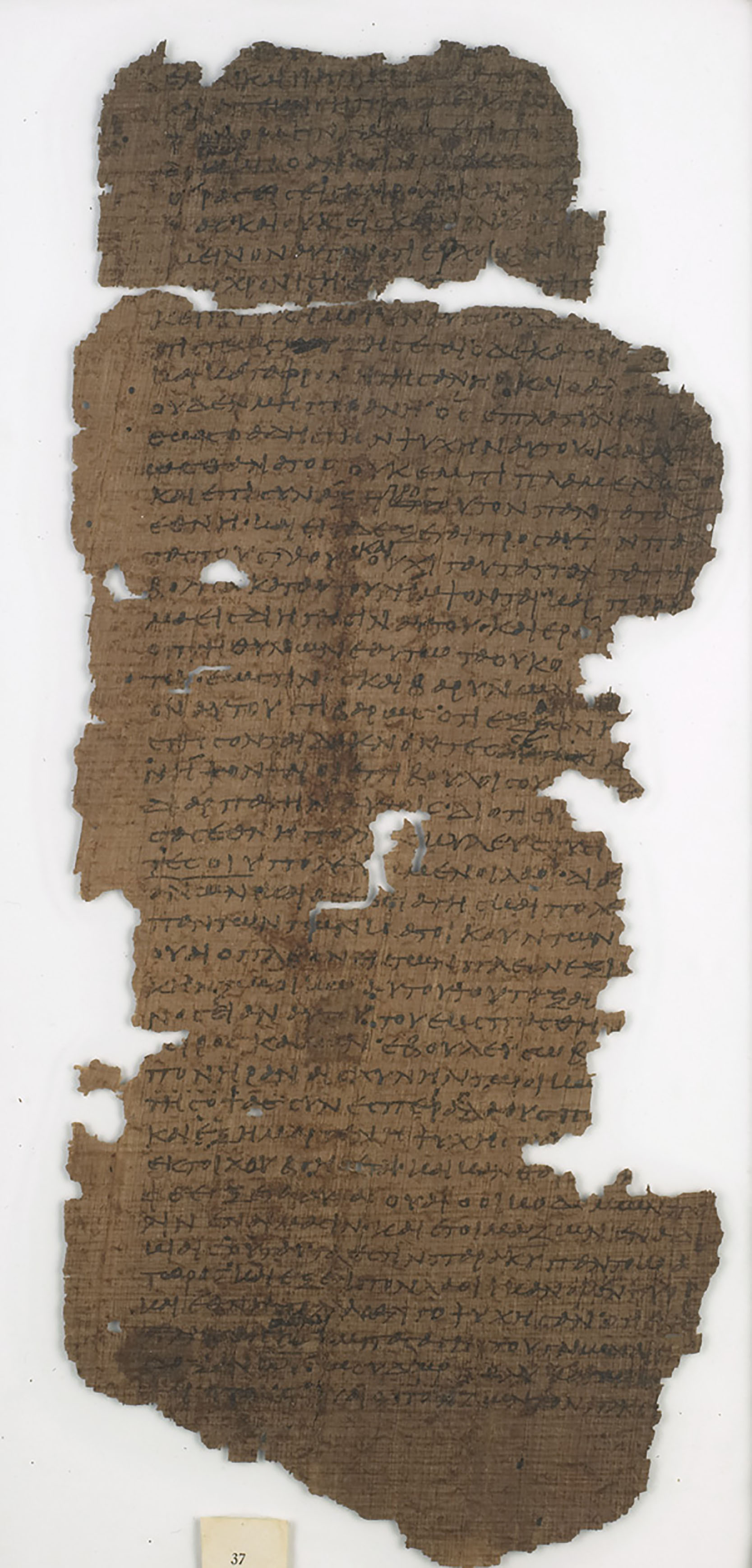
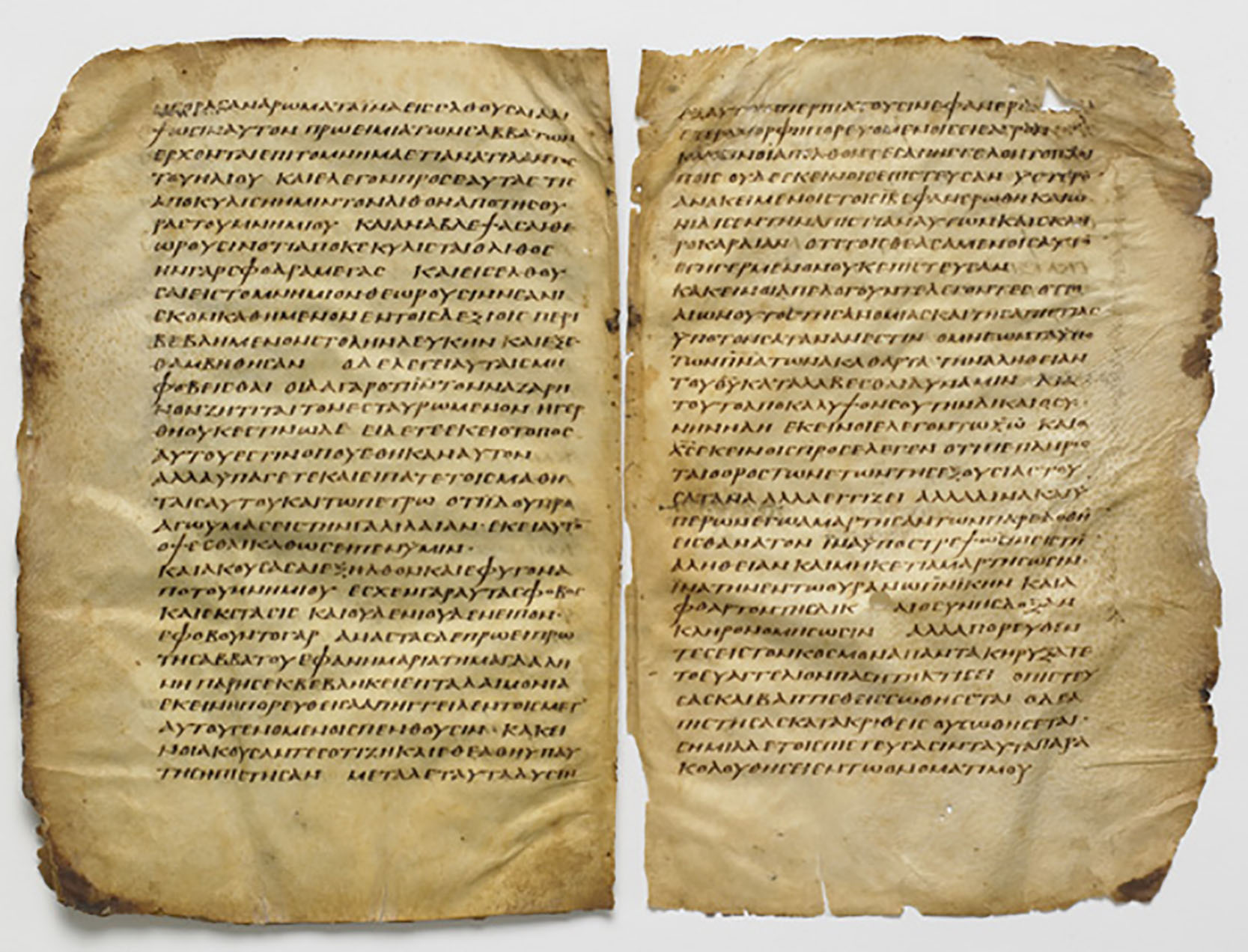
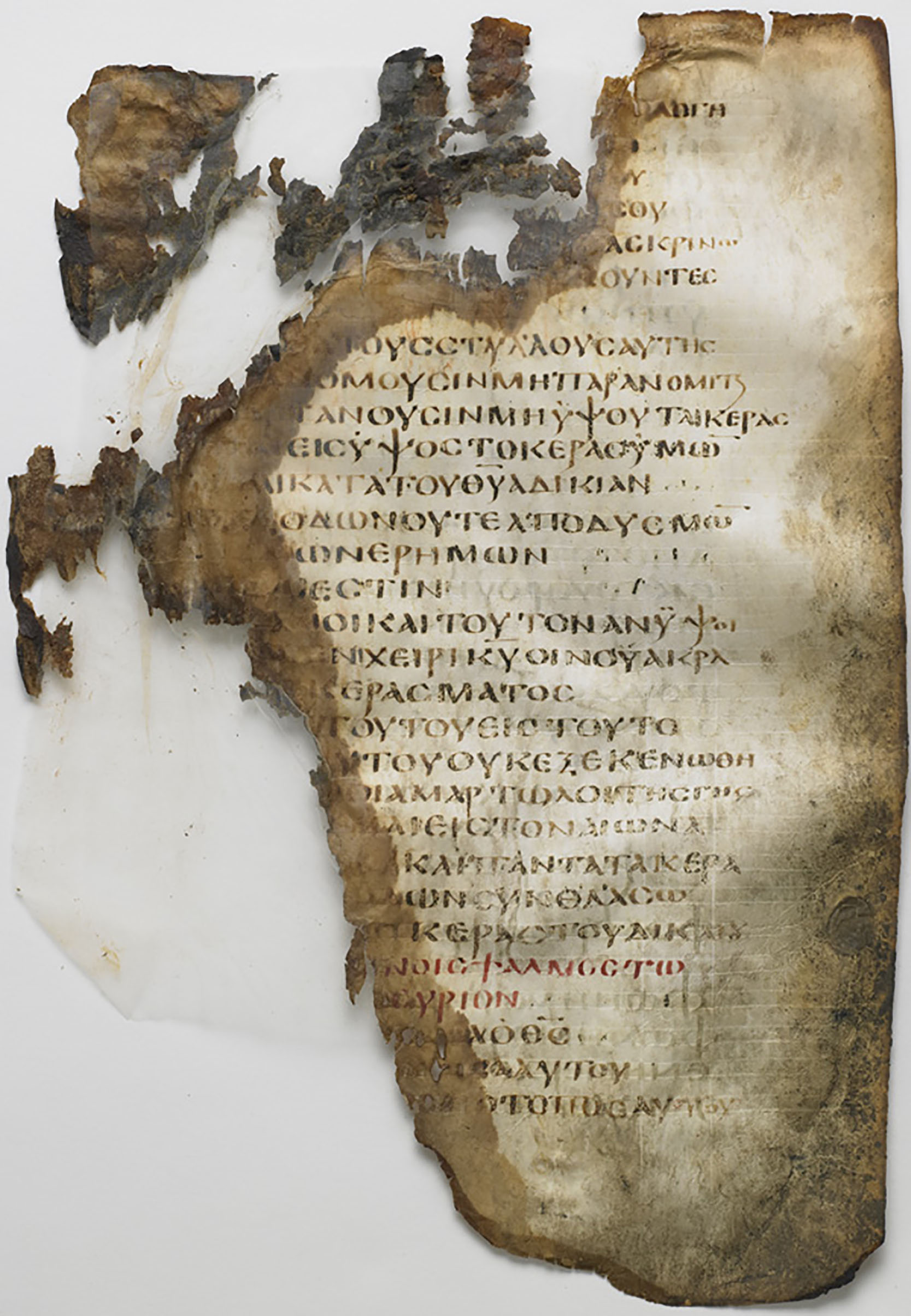
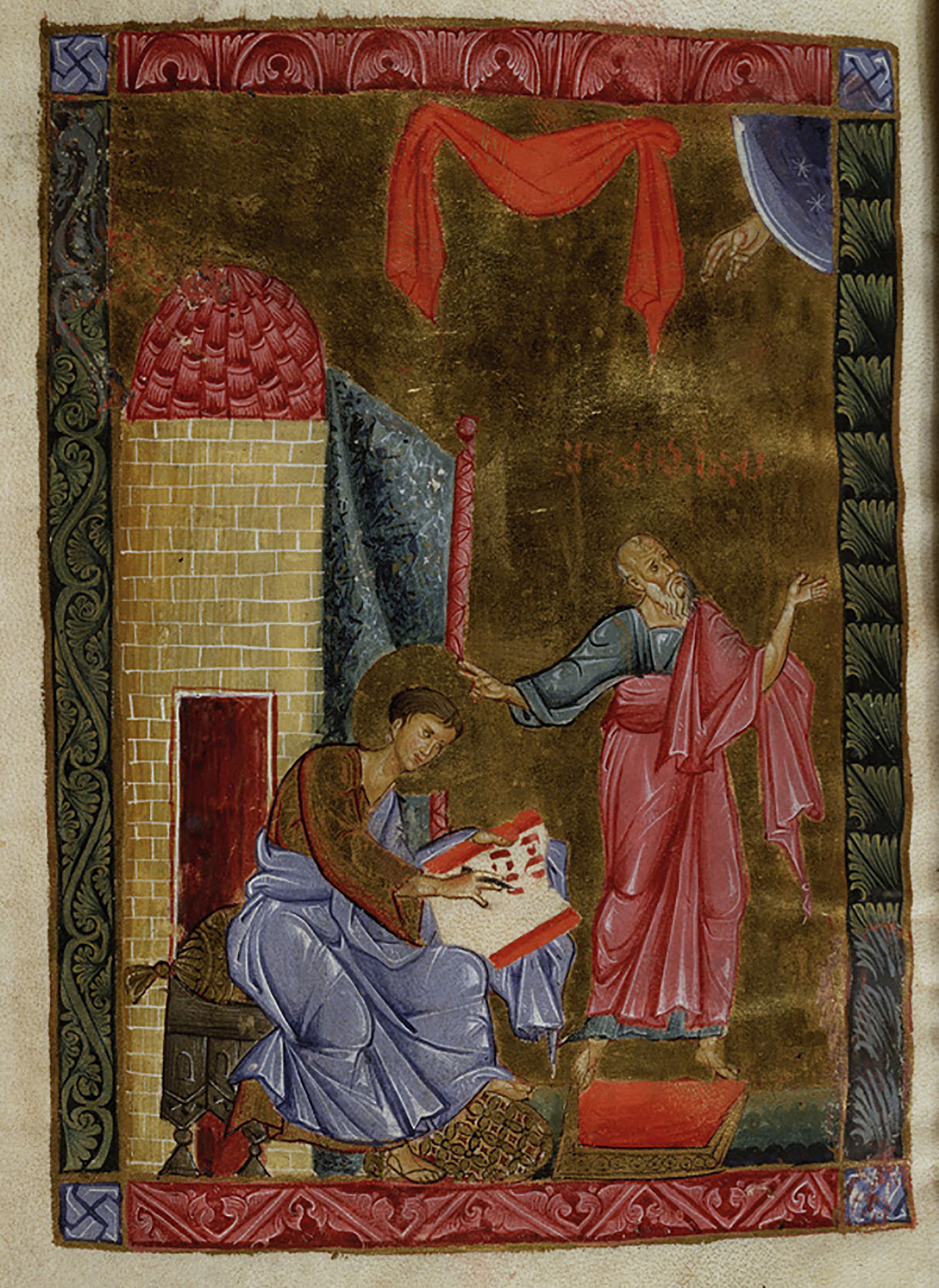
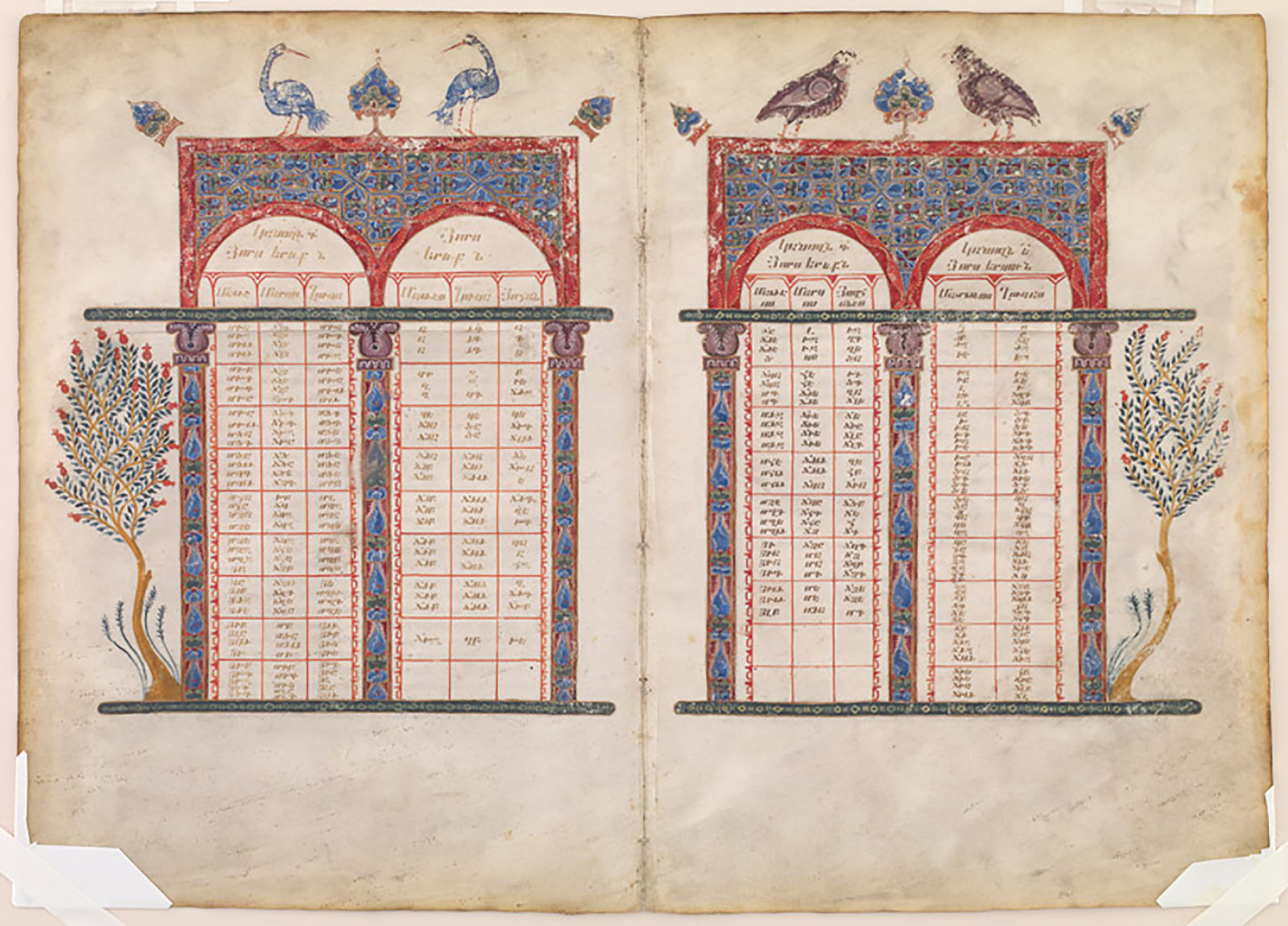
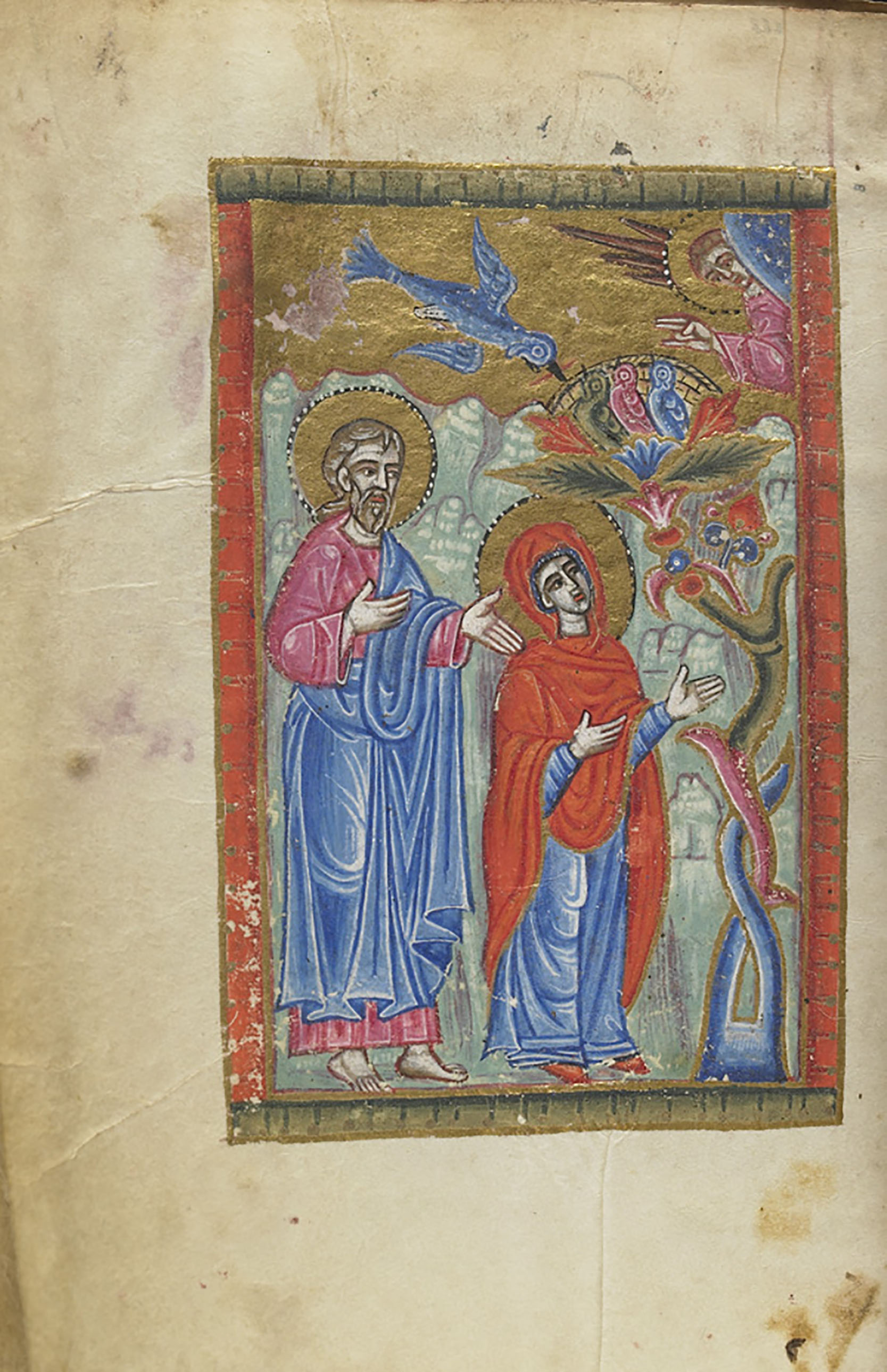
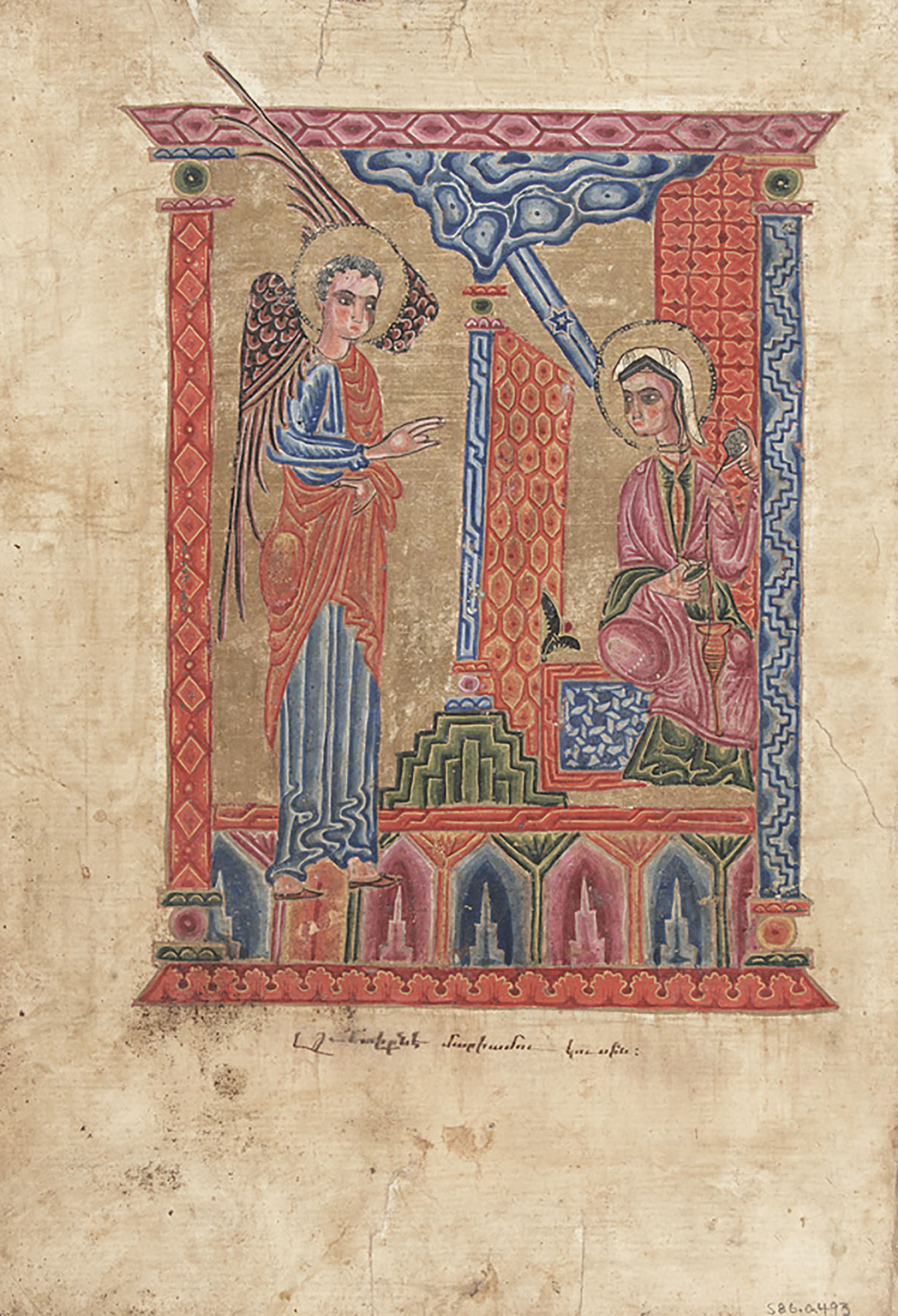
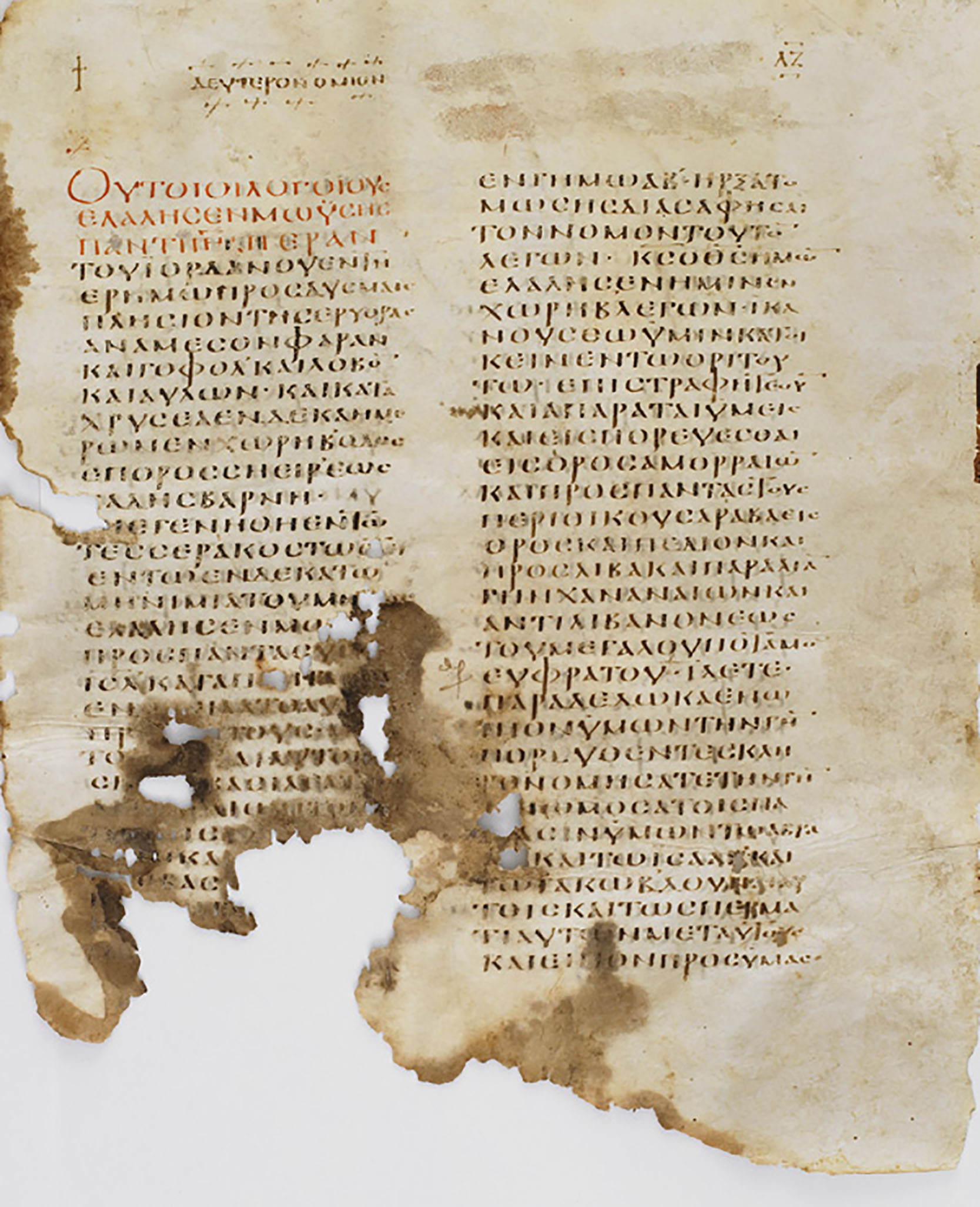
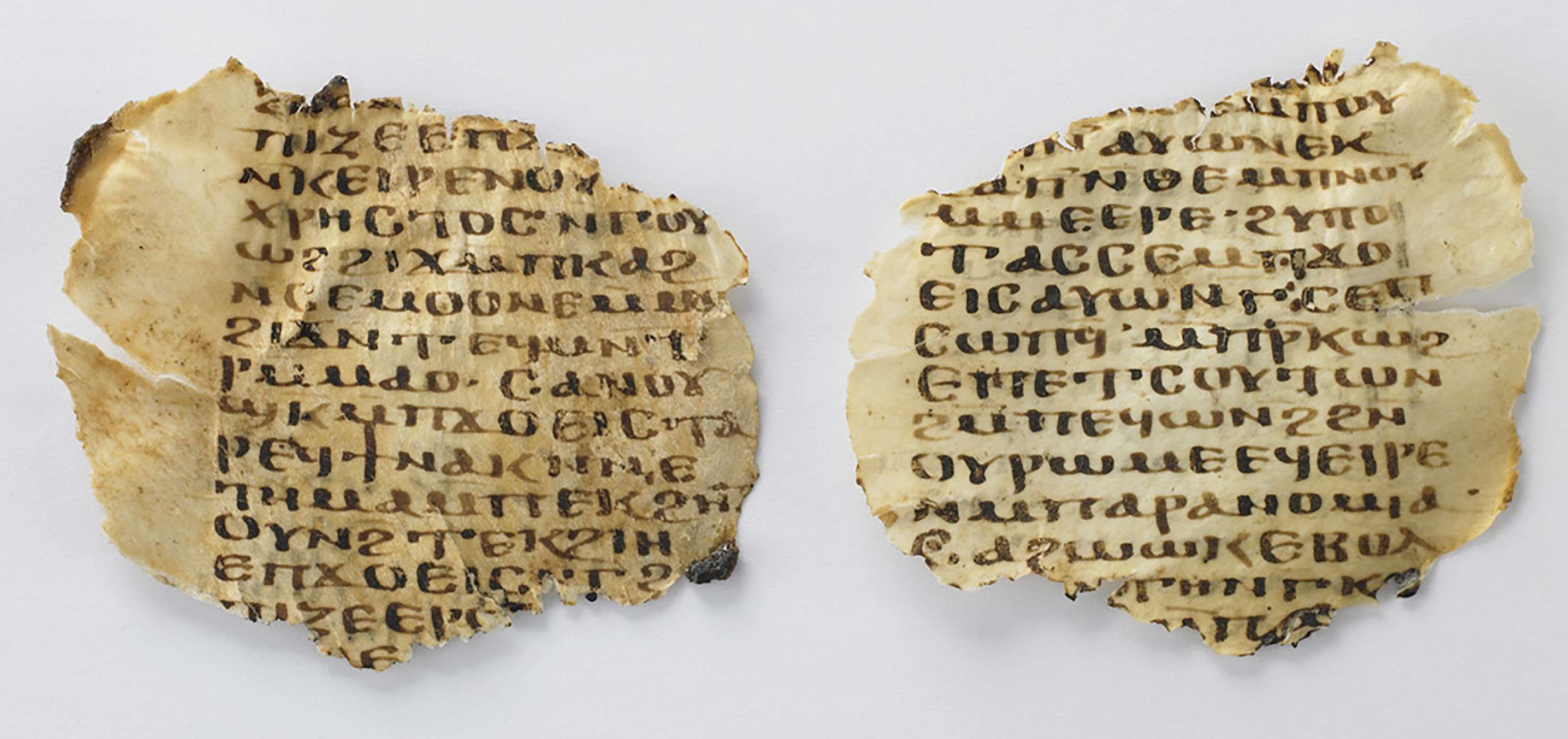
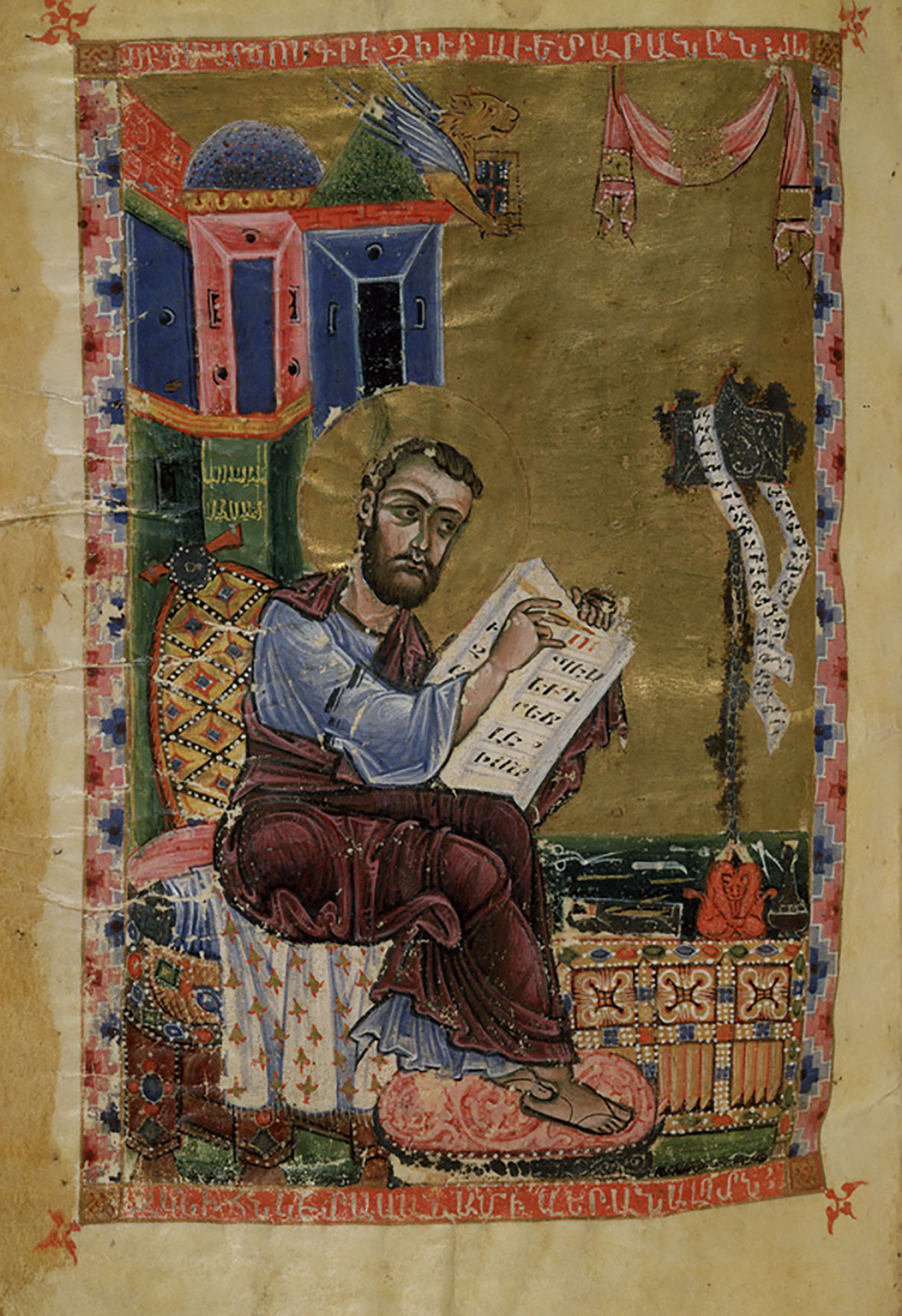
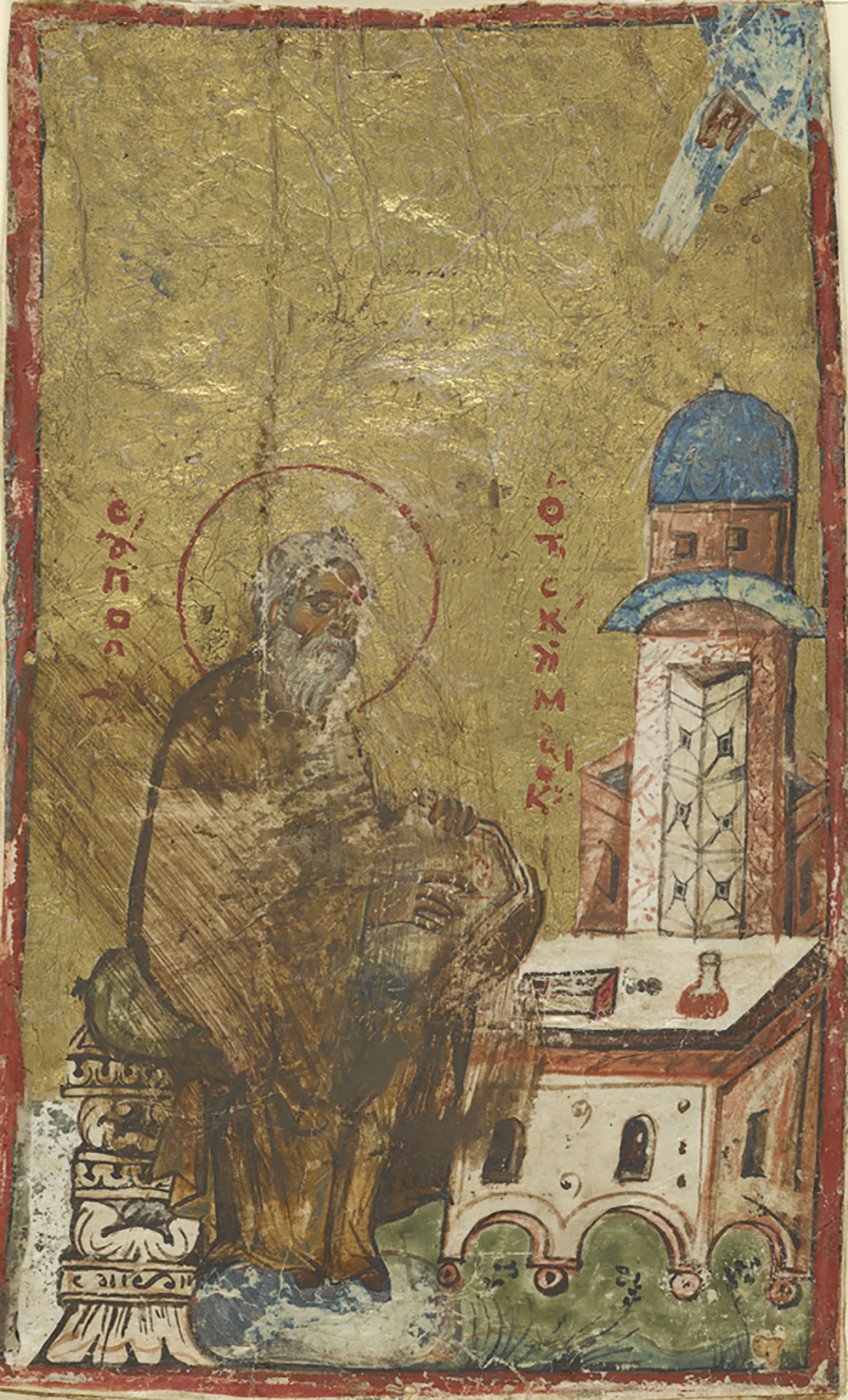
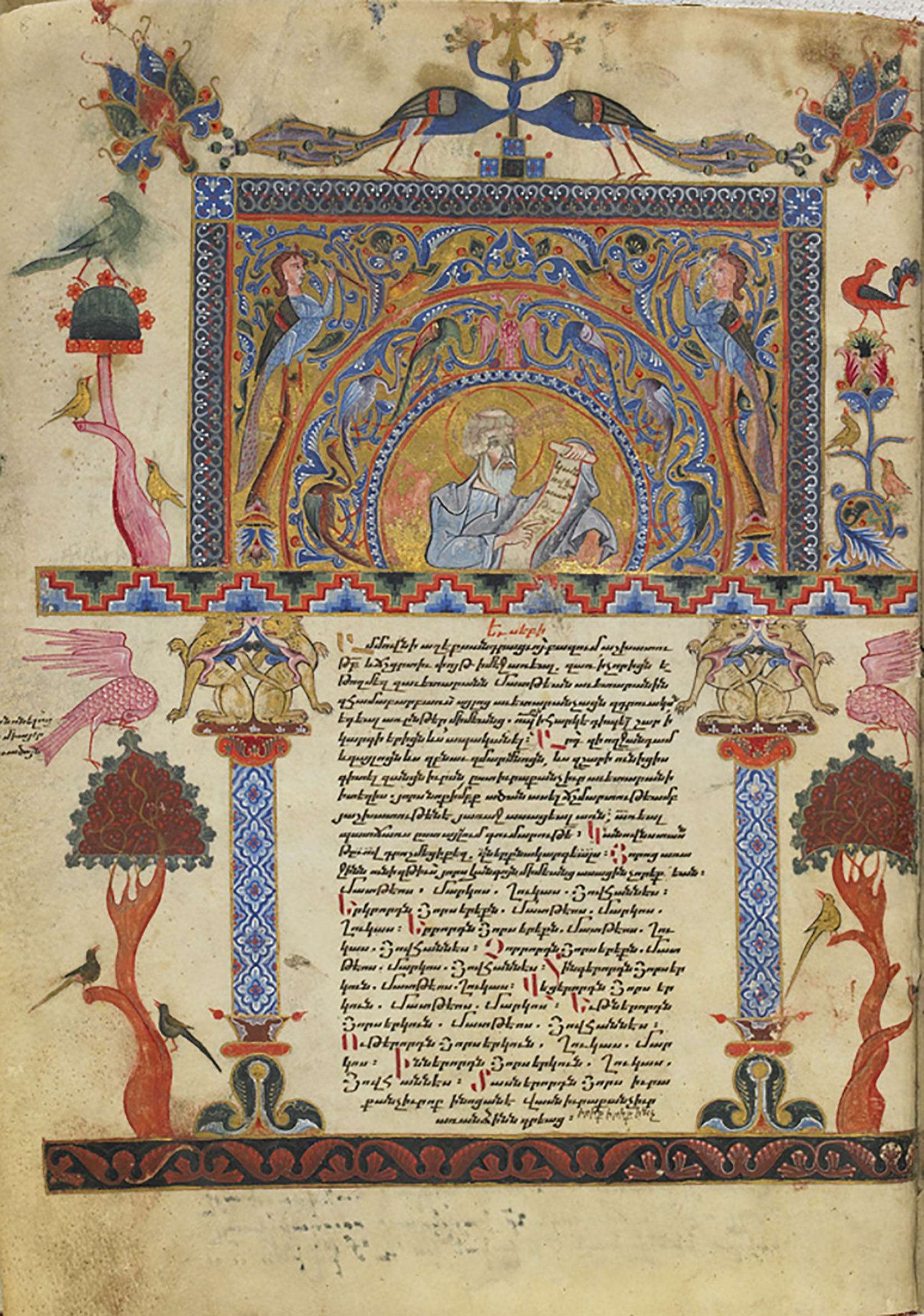
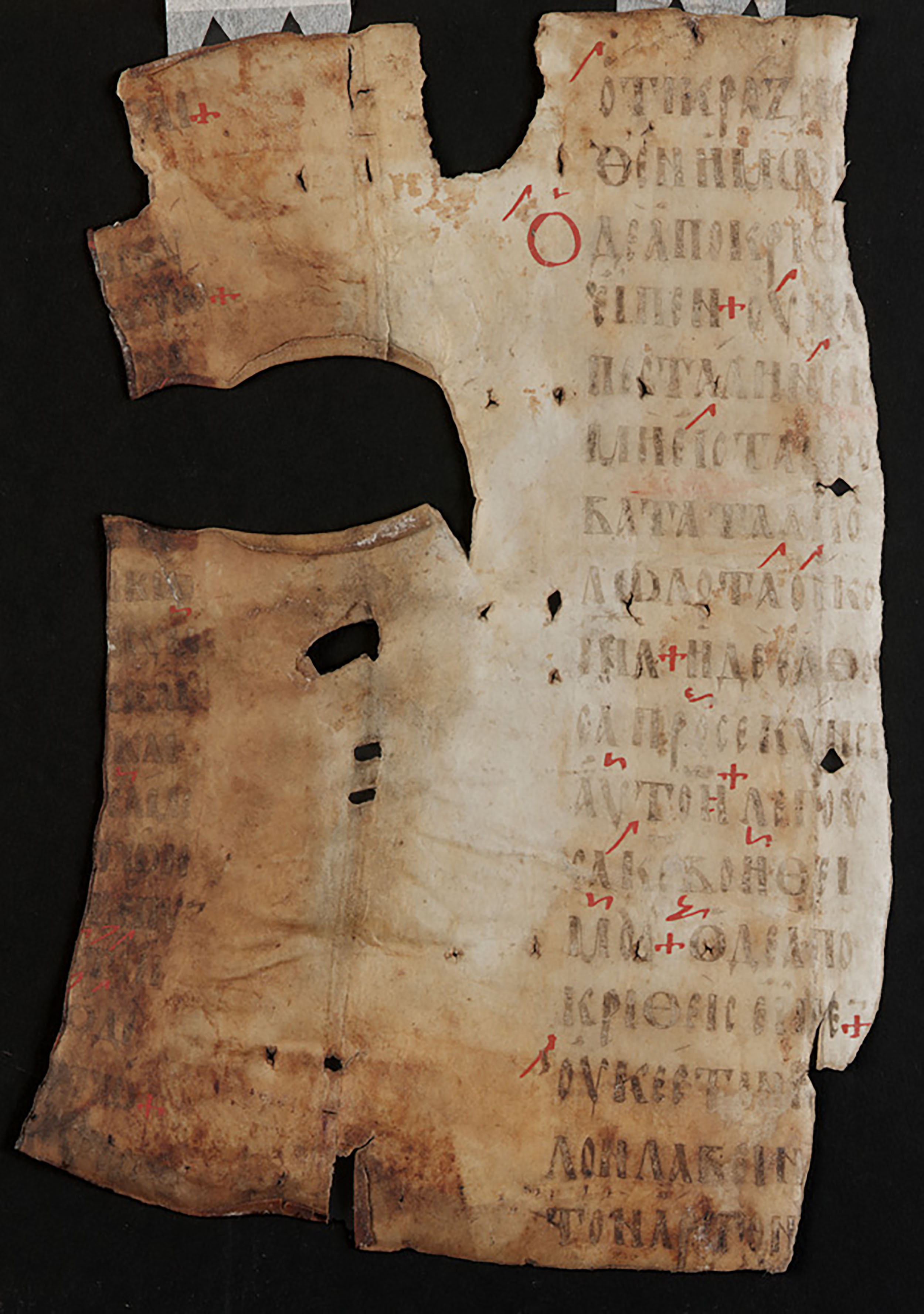
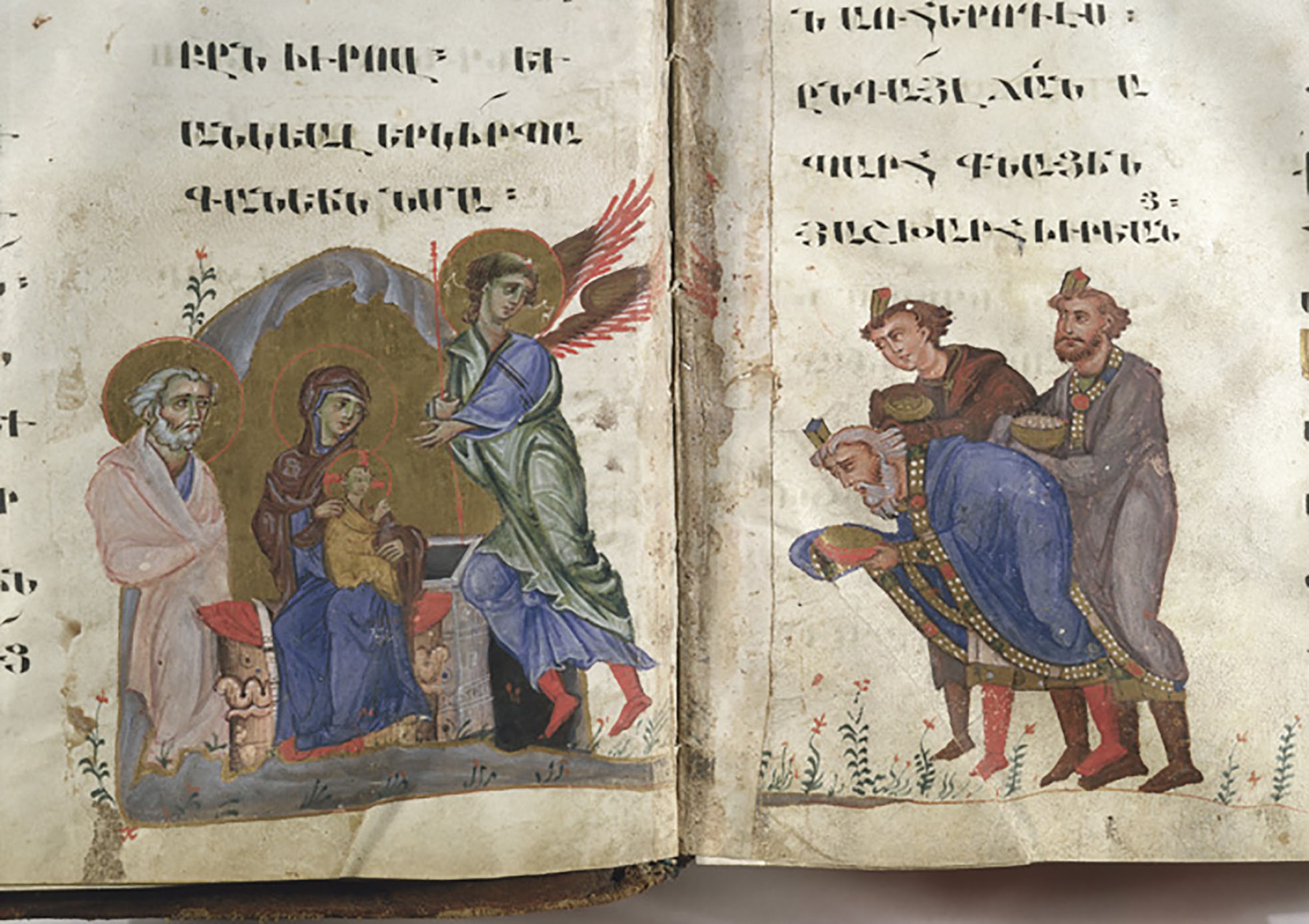